# Spot the Pigeon
Spot the Pigeon —en español: Encuentra la paloma— es un EP del grupo de rock progresivo Genesis. Fue publicado en el año 1977, y sus tres canciones fueron grabadas durante las sesiones del disco del grupo Wind & Wuthering. Este EP tuvo una difusión más amplia en Europa, ya que en Norteamérica el mercado de los EP nunca despegó. Sin embargo la discográfica Atlantic Records lo editó también en Canadá.

## Sinopsis
Parecía que el grupo siempre componía más de una hora de música durante las sesiones de grabación de sus álbumes, y muchas canciones serían dejadas de lado en cada álbum, por el simple hecho de que no entrarían en el mismo. En esa época se utilizaba el LP como medio de distribución, el cual solamente podía incluir alrededor de unos 45 minutos de música. (Tony Banks le dio la bienvenida al CD por esta misma razón: la banda podía grabar 70 minutos de música en un solo disco. El primer álbum en ser beneficiado con este sistema fue We Can't Dance del año 1991. Incluso así, hubo algunas canciones que no pudieron incluirse en dicho álbum).
Las canciones que quedaban fuera del álbum no eran inferiores en calidad a las del mismo, simplemente no entraban en el álbum y no era comercialmente viable que siempre que la banda lanzaba un álbum en estudio, fuera un álbum doble (como fuera el caso con "The Lamb Lies Down On Broadway"). Debido a esto es que Genesis siempre lanzó sus canciones sobrantes en álbumes simples, y con las sesiones de grabación de Wind & Wuthering había canciones sobrantes para prácticamente un álbum más.
Es en "Spot The Pigeon" cuando Genesis comienza a alejarse de sus raíces progresivas y a tomar un sonido más pop que caracterizaría a sus próximos trabajos. La canción "Inside And Out" es la más progresiva de las tres, tiene una sustancial guitarra de doce cuerdas tocada por Mike Rutherford, y un raro solo de teclado de Tony Banks. "Match of the Day" se basa en el fútbol y tiene una línea de bajo sobresaliente de Rutherford, con unas letras cómicas de Phil Collins. "Pigeons" es otro ejemplo del humor sarcástico de Banks, que trata de un frustrado burócrata quien piensa que la vida se le está escapando, y para que su nombre sea recordado por toda la eternidad, decide ser quien extermine a todas las palomas de la ciudad.
La canción principal del álbum era "Match of the Day", que permitió que el EP alcanzara la posición 14 en el Reino Unido, mientras que "Inside and Out" era una de las pocas canciones de Genesis que fueron interpretadas en vivo, sin aparecer en un álbum en estudio del grupo (otros ejemplos son "Happy The Man", "Twilight Allehouse", o "Paperlate").
Este fue el último disco en incluir canciones compuestas por el guitarrista Steve Hackett para el grupo. Este EP contribuyó en parte, a que Hackett decidiera abandonar el grupo, ya que la canción "Inside And Out", la cual él pensaba que era buena para incluirla en Wind & Wuthering fue guardada para ser publicada aquí.
Spot the Pigeon fue editado en CD, pero ha sido quitado del mercado. Dos de sus tres canciones, "Pigeons" e "Inside and Out", fueron publicadas en el álbum compilatorio Genesis Archive 2: 1976-1992. "Match of the Day" fue omitida debido a que al grupo ya no le gustaba. Sin embargo, el EP completo fue incluido en el sexto disco de la caja de CD Genesis 1976-1982, en mayo de 2007.
Un video para la canción Match Of The Day fue filmado, donde Phil Collins cantaba en las terrazas del estadio del Queens Park Rangers Football Club. En la actualidad se cree que este video se ha perdido.

## Lista de canciones
| Pista | Título Inglés    | Título Español     | Créditos                         | Duración |
| ----- | ---------------- | ------------------ | -------------------------------- | -------- |
| 1.    | Match of the Day | El Partido del Día | Banks/Collins/Rutherford         | 3:23     |
| 2.    | Pigeons          | Palomas            | Banks/Collins/Rutherford         | 3:13     |
| 3.    | Inside and Out   | Adentro y Afuera   | Banks/Collins/Hackett/Rutherford | 6:43     |

- En las ediciones originales de LP y casete, las canciones 1-2 corresponden al primer lado, mientras que la 3 corresponde al segundo.

## Título del EP
El título "Spot The Pigeon" ("Encuentre La Paloma) es una variante de "Spot The Ball", ("Encuentre La Pelota") y tiene un doble sentido.
Por un lado, "Encuentre La Pelota" (el título reemplaza la palabra Pelota por Paloma para vincular las dos primeras canciones del EP) era un pasatiempo tradicional que aparecía en los periódicos donde el jugador tenía que encontrar la posición de una pelota que había sido quitada de una fotografía de algún deporte que se jugara con pelota, especialmente el fútbol. La posición de la pelota debía ser deducida respecto a la posición relativa de los jugadores en la fotografía y sobre la base de la dirección de sus miradas (la portada del álbum muestra una de estas fotos, pero en ella se ve la pelota y una paloma). Este pasatiempo fue muy popular en Inglaterra a fines de los '70 y principios de los '80.
Por otro lado, el título también es una clara alusión a "Stop The Pigeon" ("Detengan La Paloma", notar el cambio de Stop por Spot) que era la canción principal del dibujo de Hanna-Barbera de 1969 llamado Dastardly y Muttley en sus Máquinas Voladoras.

## Formación
- Phil Collins - Voz, Batería, Percusión
- Tony Banks - Teclados
- Steve Hackett - Guitarras
- Mike Rutherford - Bajo, Guitarras

- Datos: Q1930949